# Сем Ніл
Сем Ніл (англ. Sam Neel; 26 грудня 1875 — 9 травня 1947) — колишній американський тенісист.
Перемагав на турнірах Великого шолома в парному розряді.

## Фінали турнірів Великого шолома

### Парний розряд (1–1)
| Результат | Рік  | Турнір        | Покриття | Партнер  | Суперники                     | Рахунок                 |
| --------- | ---- | ------------- | -------- | -------- | ----------------------------- | ----------------------- |
| Поразка   | 1894 | Чемпіонат США | Трава    | Карр Ніл | Кларенс Гобарт Фред Гові      | 3–6, 6–8, 1–6           |
| Перемога  | 1896 | Чемпіонат США | Трава    | Карр Ніл | Малколм Грін Чейс Роберт Ренн | 6–3, 1–6, 6–1, 3–6, 6–1 |